# آبادکند
آبادکند (به لاتین: Abadkənd) در جمهوری آذربایجان با جمعیت ۲٬۶۸۰ نفر است که در شهرستان سالیان واقع شده‌است.